# Municipio de Greenwood (condado de St. Louis)
El municipio de Greenwood (en inglés: Greenwood Township) es un municipio ubicado en el condado de St. Louis en el estado estadounidense de Minnesota. En el año 2010 tenía una población de 939 habitantes y una densidad poblacional de 3,93 personas por km².

## Geografía
El municipio de Greenwood se encuentra ubicado en las coordenadas 47°50′14″N 92°21′7″O / 47.83722, -92.35194. Según la Oficina del Censo de los Estados Unidos, el municipio tiene una superficie total de 238.86 km², de la cual 150,76 km² corresponden a tierra firme y (36,89 %) 88,11 km² es agua.

## Demografía
Según el censo de 2010, había 939 personas residiendo en el municipio de Greenwood. La densidad de población era de 3,93 hab./km². De los 939 habitantes, el municipio de Greenwood estaba compuesto por el 72,84 % blancos, el 24,49 % eran amerindios, el 0,11 % eran asiáticos, el 0,21 % eran de otras razas y el 2,34 % eran de una mezcla de razas. Del total de la población el 1,28 % eran hispanos o latinos de cualquier raza.